# Долна Британия
Долна Британия (на латински: Britannia Inferior) е римска провинция, създадена от император Септимий Север през 212 г. в Англия със столица Еборакум (Йорк).

## История
Септимий Север разделя провинцията Британия през 212 г. на двете провинции Горна Британия (Britannia Superior) и Долна Британия (Britannia Inferior).
През 4 век тя е разделена от император Диоклециан на провинциите Britannia secunda на Север със столица Еборакум и Flavia Caesariensis със столица Линдум Колония (Линкълн). През 369 г. се отделя провинцията Валентия (Valentia), наречена на императорите Валентиниан и Валент, със столица Лугувалиум (Карлайл).

## Управители
- Гай Юлий Марк 213
- Марк Антоний Гордиан 216
- Модий Юлий 219
- Тиберий Клавдий Павлин 220
- Марий Валериан 221 – 222/223
- Клавдий Ксенофон 223
- Максим 225
- Клавдий Апелин 222 – 235
- Калвизий Руф 222 – 235
- Валерий Кресцент Фулвиан 222 – 235
- Тукциан 237
- Мецилий Фуск 238 – 244
- Егнаций Луцилиан 238 – 244
- Ноний Филип 242
- Октавий Сабин 260 – 269 (под Галската империя)